# Serra de Camaratuba
A serra de Camaratuba é uma serra em Pernambuco, no Brasil.

## Etimologia
"Camaratuba" provém do tupi antigo kamaratyba, que significa "ajuntamento de camarás" (kamara, "camará" + tyba, "ajuntamento").